# Гладышев, Сергей Егорович
Сергей Егорович Гладышев (род. 9 декабря 1960, Москва) — советский и российский футболист, нападающий. Победитель первого чемпионата Украины (1992). Мастер спорта Украины.

## Биография
Профессиональную карьеру начал в 1987 году, в костромском «Спартаке», цвета которого защищал до 1991 года. После этого перешёл в ярославский «Шинник».
В начале 1992 года принял предложение Анатолия Заяева и перешёл в симферопольскую «Таврию». 7 марта 1992 года дебютировал в чемпионате Украины в матче против запорожского «Торпедо» (2:0). С «Таврией» выиграл первый чемпионат Украины, участвовал в финальном матче. По окончании сезона покинул крымский клуб и вернулся в «Шинник», в составе которого 30 августа 1992 года дебютировал в чемпионате России в матче против воронежского «Факела». В первом же матче забил гол и принёс своей команде ничью.
В 1993 году стал игроком воскресенского «Гиганта». Вторую половину сезона 1994 года провёл в костромском «Спартаке». В 1995 году перешёл в долгопрудненский «Космос», а в 1997 — в «Спартак» (Луховицы), где и закончил профессиональную карьеру. В дальнейшем играл в любительских клубах.

## Достижения

### Командные
- Чемпион Украины: 1992

### Индивидуальные
- Мастер спорта Украины: 1992